# Полівці (Чортківський район)

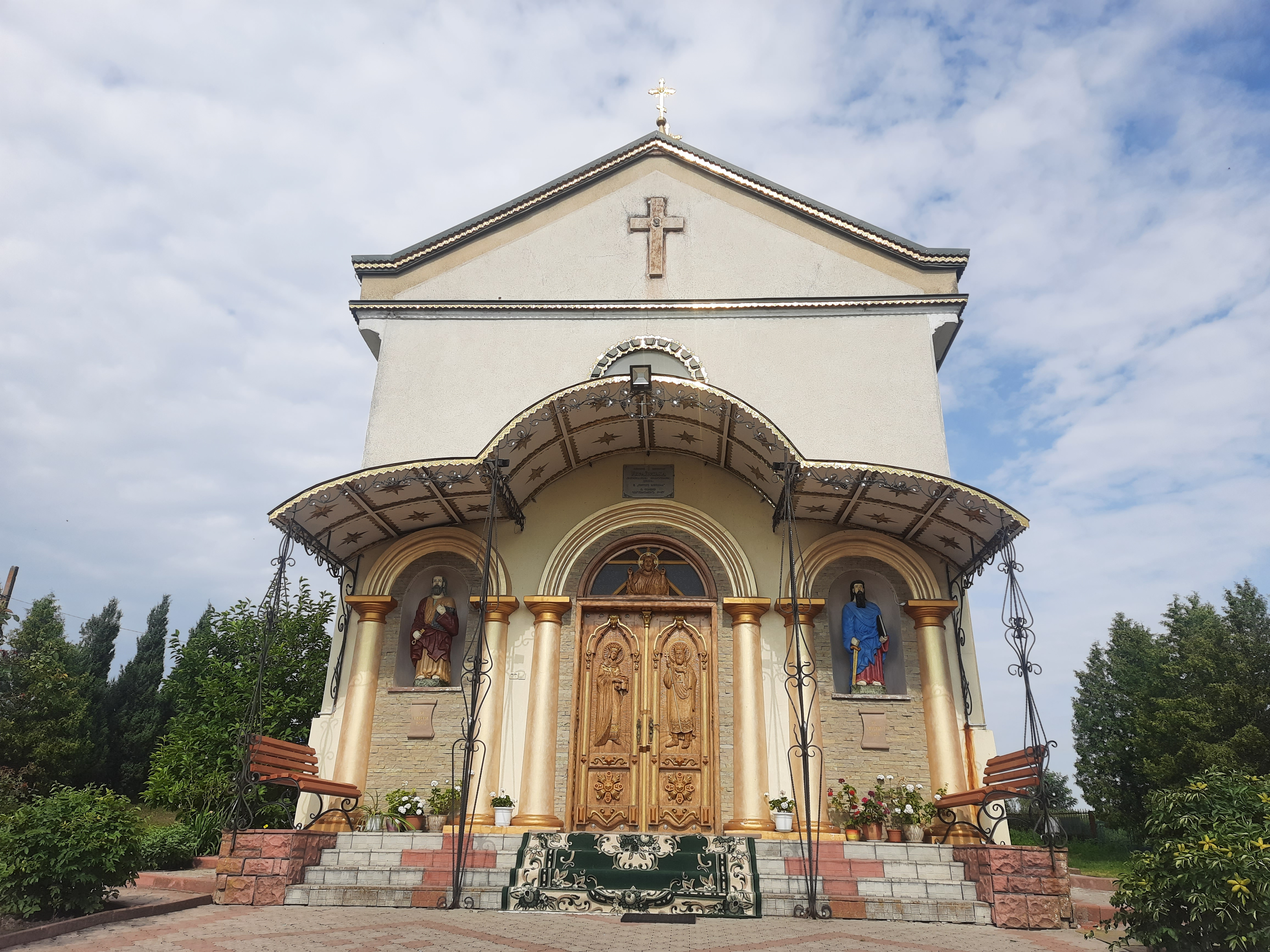
Церква Святителя Миколая Чудотворця ПЦУ

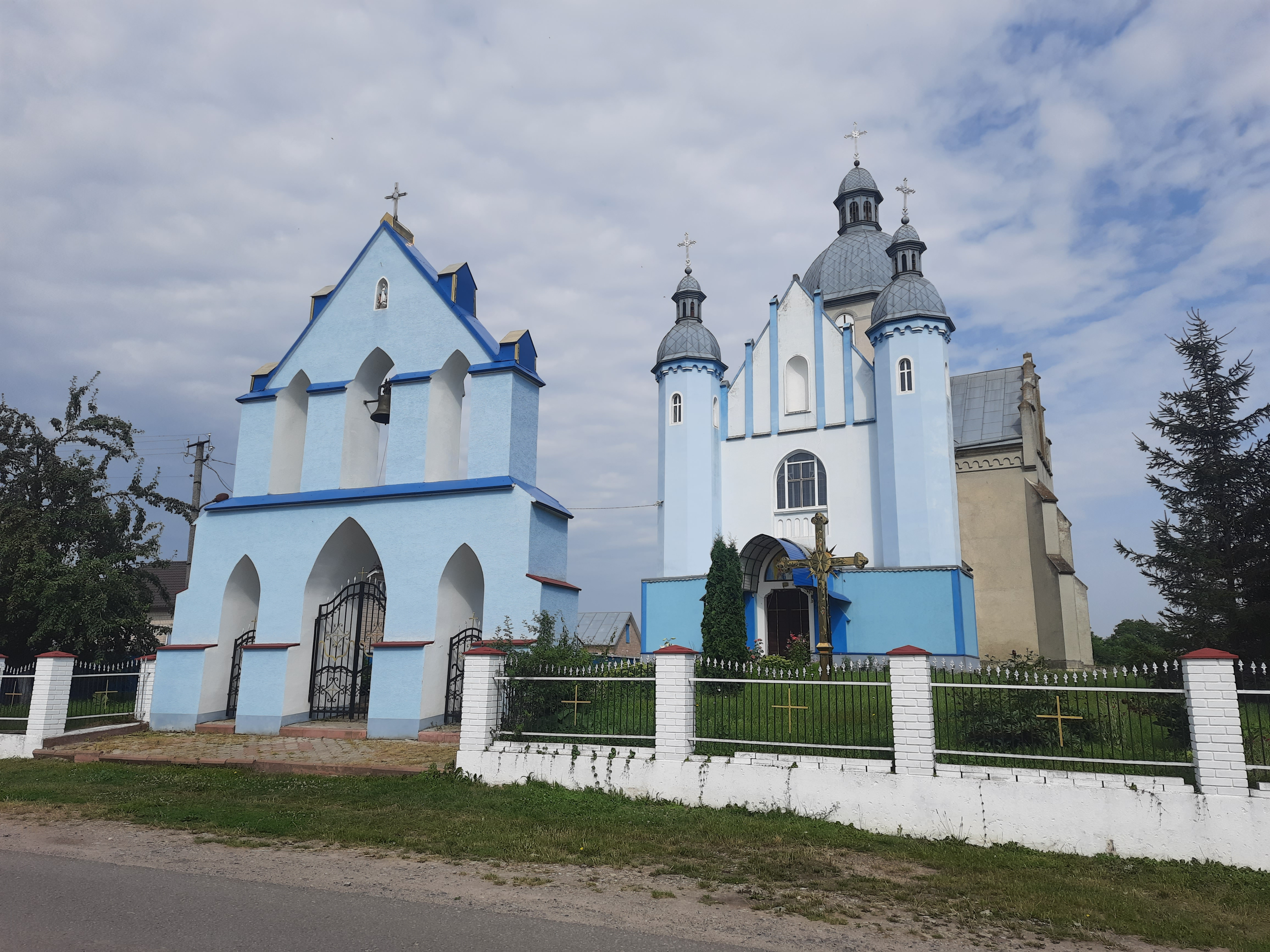
Церква Святителя Миколая Чудотворця УГКЦ

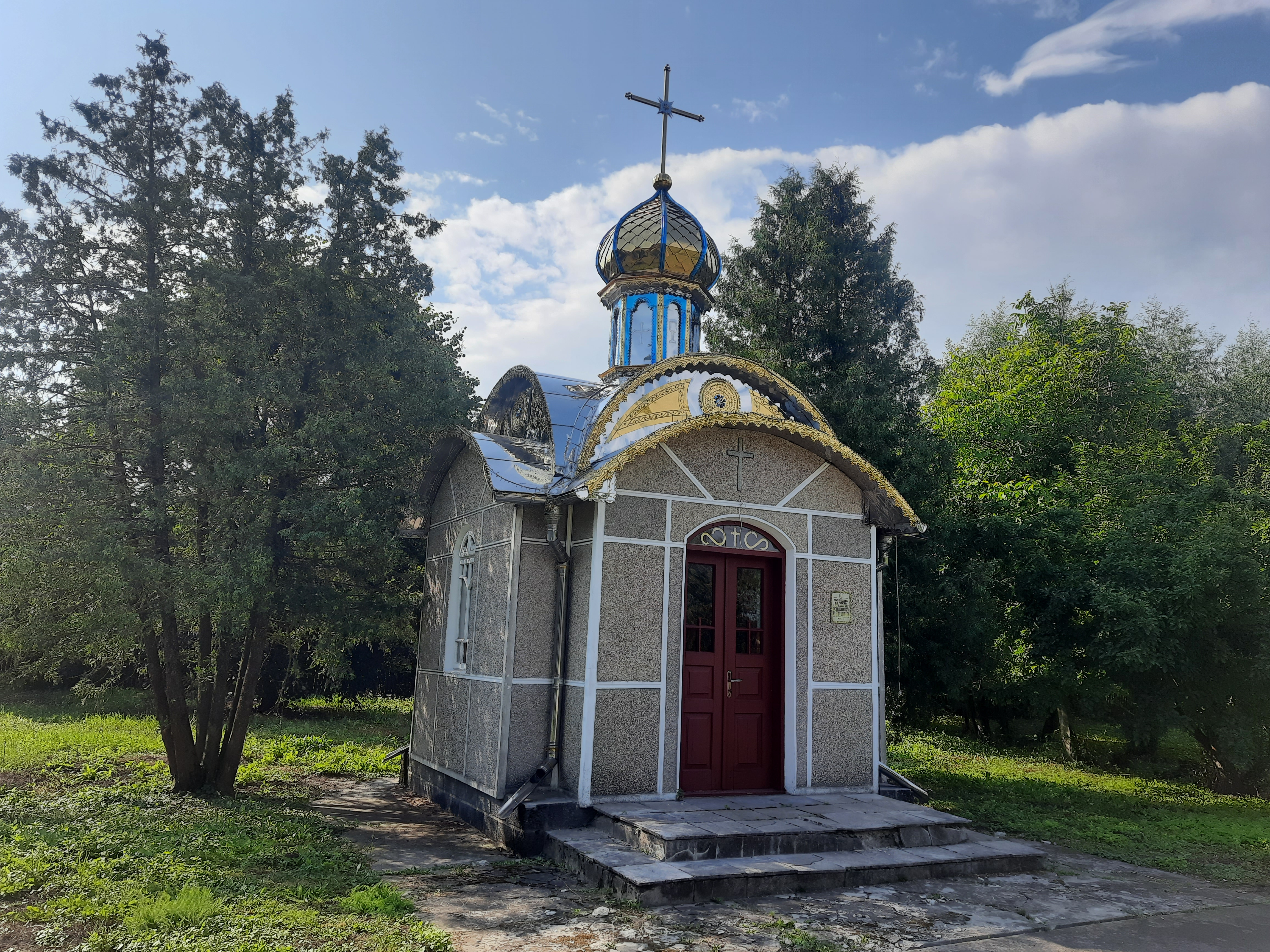
Капличка

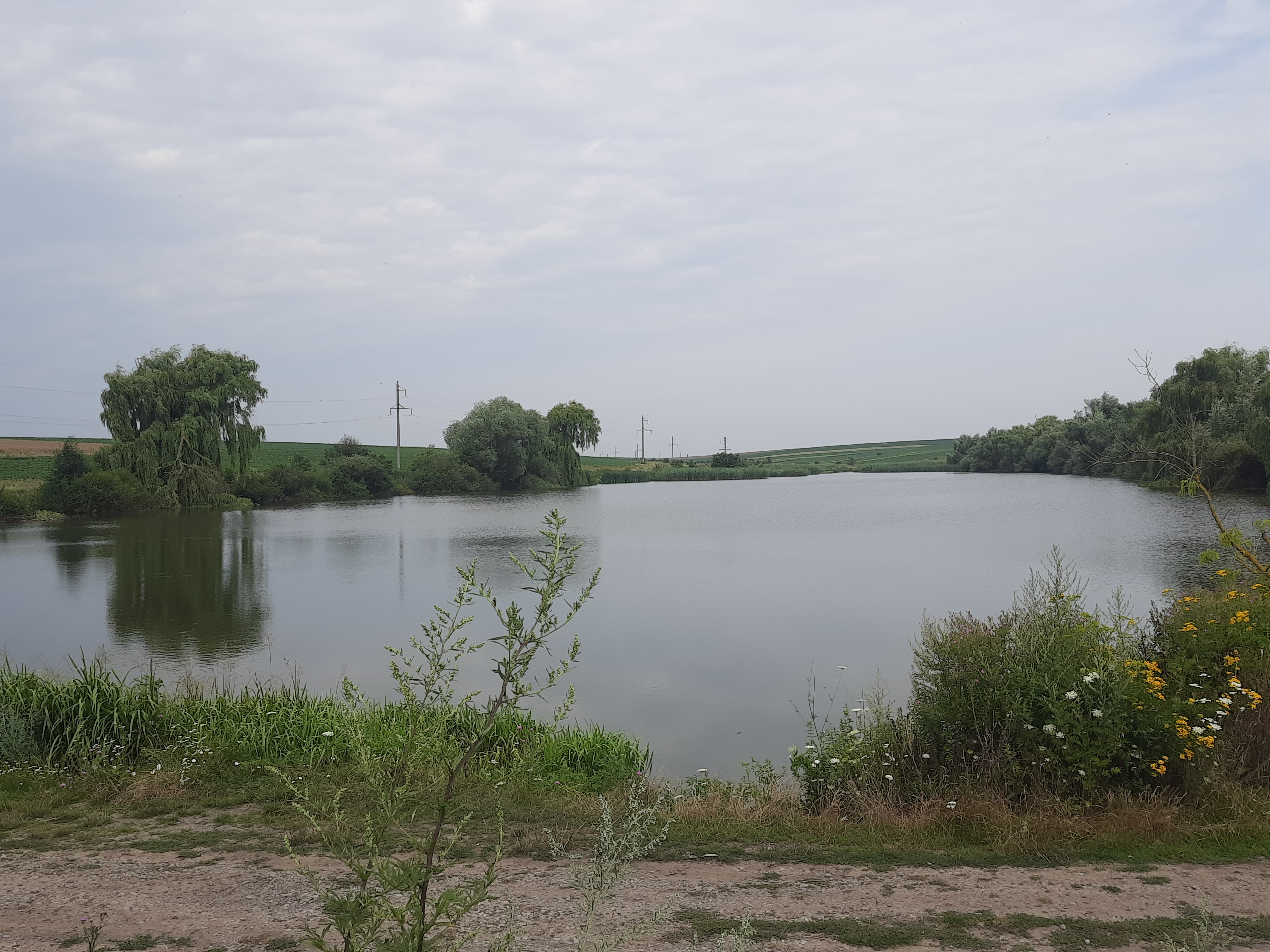
Став біля села

Полівці́ — село в Україні, Тернопільська область, Чортківський район, Білобожницька сільська громада. Розташоване на річці Джуринка, на півночі району. Адміністративний центр колишньої сільради. До Полівців приєднано хутір Бартошівка.

## Географія

### Розташування
Розташоване на берегах р. Джурин (ліва притока Дністра), за 15 км від районного центру та 6 км від найближчої залізничної зупинки Джурин.

### Місцевості
- Бартошівка — хутір, приєднаний до с. Полівці; розташований за 3 км від нього. У 1920-х згадане як село. Прятогом 1934—1939 роках село належало до ґміни Джурин. У 1939 року в населеному пункті проживало 340 поляків, 50 українців. У 1949 році на хуторі — 56 будинків, 254 особи; функціонувала початкова школа.[1]

## Історія

### Середньовіччя, Новий Час
Село Полівці серед сусідніх сіл згадується у грамоті 7 червня 1471 р.
Перша писемна згадка — 1536.
Поблизу села виявлено археологічні пам'ятки черняхівської культури.
1785 — в Полівцях проживали 578 осіб.
За Австро-Угорщини деякі родини й окремі особи виїжджали до США і Канади на заробітки.

### XX століття
У селі в 1900 році — 1952 жителі, 1910—2165, 1921—1906, 1931—2169; у 1921 році — 364, 1931—456 дворів.
У Полівцях півтора століття проживала найчисельніша община, окрема колонія німців-протестантів (до 1940), яка мала тут школу, церкву (кірху), цвинтар; донині вціліла одна німецька хата.
1925 — польська влада поселила на панських ланах колоністів і створила громаду «Бартошувка».
Під час Першої світової війни до Леґіону УСС зголосилися мешканці села Іван Михальчук — згодом співорганізатор мережі ОУН на Чортківщині, Роман Скоромний, Євген Чайківський і абсольвент філософії Юліян Чайківський із кільканадцятьма учнями середніх шкіл. Із них при обороні Львова загинули Войчук, Голодрига (похований на Лисоні де і загинув), Ковальський, Франків, Є. Чайківський.
Під час другого відступу УГА через село проходив 3-й курінь 24-го полку піхоти ім. гетьмана П. Дорошенка.
1930 — в Полівцях польські жандарми нападали на господарства, арештовували мешканців села, аґресивно діяло польське товариство «Стшелєц».
1 серпня 1934 року село увійшло до складу новоутвореної сільської гміни Джурин (гміна).
1939 — в селі було переважно українське населення: з 390 жителів села Бартошівка — 50 українців і 340 поляків-колоністів (прибульці у 1920—1938); з 2070 жителів села Полівці — 1920 українців-грекокатоликів, 120 українців-латинників, 20 поляків і 10 євреїв; зі 160 жителів села Полівці Колонія — 10 українців-грекокатоликів, 20 українців-латинників і 160 німців.
Після встановлення радянської влади у липні 1941 року в Умані на Черкащині розстріляли політв'язня Чортківської тюрми, жителя Полівців Казимира Маланчука.
5 січня 1944 около 6 години ранку до села Полівець приїхало 8 авто та одна легкова —  солдатів з російської армії Власова у супроводі гестапо які розстріляли 19 осіб (у тому числі 15 юнаків). Серед загиблих — Микола Басій, Василь Голодрига, Жиромський Михайло, Петришин Володимир та Михайло, Петро Піхут, Михайло Франків, Дідюк Іван та інші у тому числі працівник з Станіславщини, що служив у господара.
До ОУН належали жителі села Микола Басій, Фліссак Володимир і Антон Слоновський.
В УПА воювали:
- Микола Атаманчук,
- Олена Бойчук,
- Героній Босій,
- Микола Горбачук,
- Іван Гуцул,
- Деоніз Кравецький,
- Героній Логуш,
- Микола Лучко,
- Михайло Микитюк,
- Ганна Олексіївна Вітович
- Богдан Миколайків,
- Осипа Микуляк,
- Василь Мих,
- Антін Михальчук,
- Володимир Михальчук,
- Теодозій Михальчуки,
- Володимир Нагаєвський,
- Іван Нагумик,
- Надія Нагумик,
- Теодозій Нагумик,
- Гнат Погорецький,
- Богдан Франків

Під час німецько-радянської війни загинули або пропали безвісти у Червоній армії 69 жителів Полівців:
- Федір Басій (нар. 1906),
- Антон Білобровко (нар. 1922),
- Микола Білобровко (нар. 1919),
- Віктор Бойчук (нар. 1912),
- Федір Бойчук(нар. 1908),
- Володимир Василик (нар. 1919),
- Василь Вітович (нар. 1910),
- Володимир Годинюк (нар. 1921),
- Іван Годинюк (нар. 1913)
- Іван Атаманчук (нар. 1907),
- Микола Андрійович Атаманчук (нар. 1906),
- Микола Іванович Атаманчук (нар. 1906),
- Федір Басій (нар. 1906),
- Антон Білобровко (нар. 1922),
- Микола Білобровко (нар. 1919),
- Віктор Бойчук (нар. 1912),
- Федір Бойчук(нар. 1908),
- Володимир Василик (нар. 1919),
- Василь Вітович (нар. 1910),
- Володимир Годинюк (нар. 1921),
- Іван Годинюк (нар. 1913)

З 26 листопада 2020 року Полівці належать до Білобожницької сільської громади.

## Освіта
Діяла 2-класна школа з українською мовою навчання, за Польщі — 4-класна утраквістична (двомовна).
Нині діє Полівецька загальноосвітня школа І-ІІ ступенів.

## Релігія
- церква святителя Миколая Чудотворця (УПЦ КП; 1884),
- церква святого Миколая (УГКЦ; переоблаштована з костелу 2000),
- капличка (1994).

## Пам'ятники
Насипано могилу Борцям за волю України (1941; зруйнована 1944) на місці поховання воїнів, полеглих під час Другої світової війни.
- Споруджено:

- пам'ятник Івану Франку (1959),

- воякам УГА;
  - встановлено

- пам'ятний хрест на честь скасування у 1848 році панщини.

Зліва при в'їзді у село з боку Джурина розташоване кладовище німецьких колоністів.

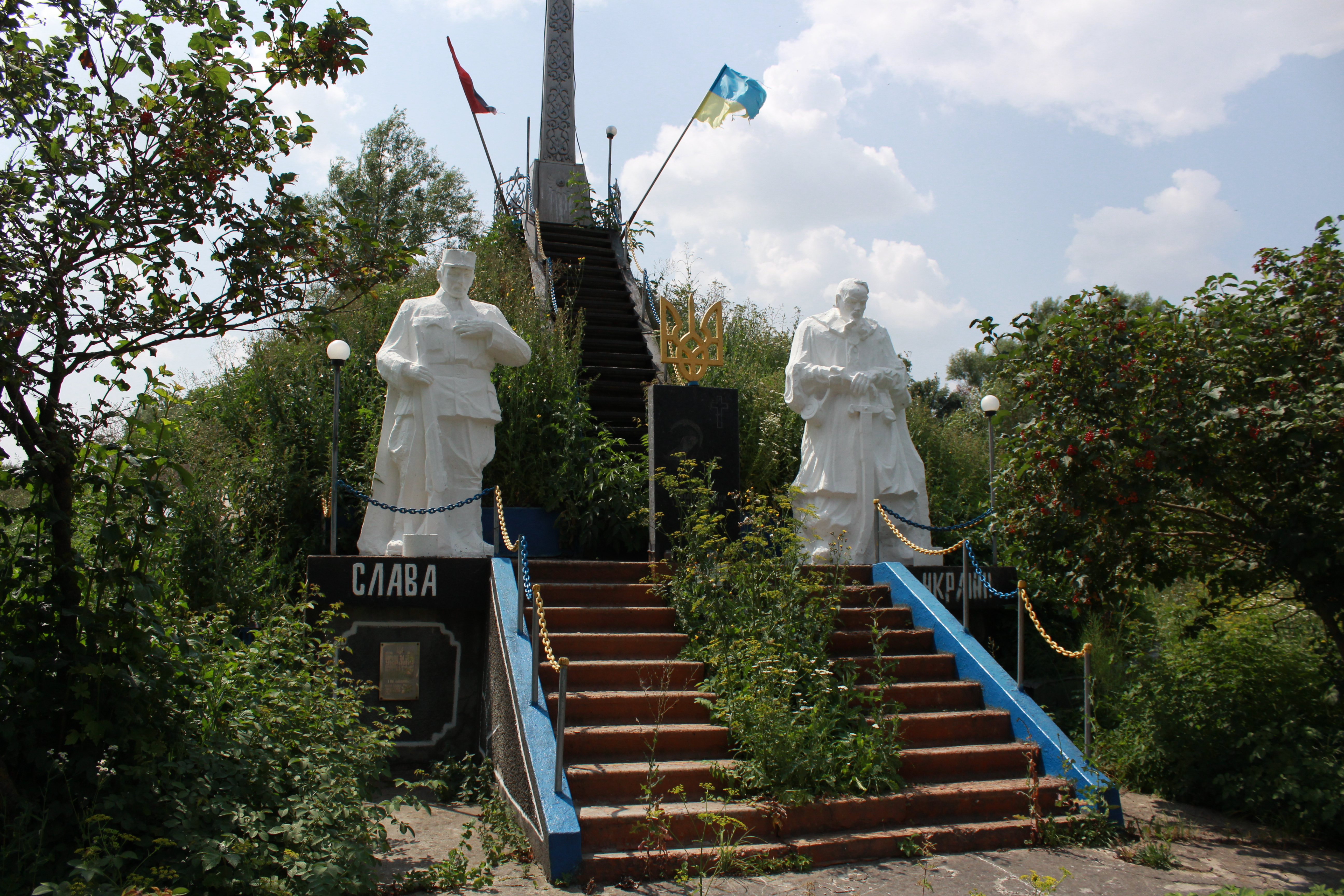
Пам'ятник борцям за волю України

## Соціальна сфера
У Полівцях були двір та фільварок, що після смерті дідича Орловського став власністю дідича Міхаловського; маєток-хутір родини Гановських, який за Польщі викупив українець Осадца; фільварки Кона, Юрмана і Ягольницького. Працювали ґуральня, цегельня, два млини та корчма.
1січня 1925 р. вилучено і утворено гміну (самоврядну сільську громаду) Бартошівка з частини розпарцельованого (розподіленого) фільварку Полівці.
1 серпня 1934 року в рамках реформи самоврядування на підставі нового закону про самоврядування (23 березня 1933 року) гміна Бартошівка увійшла до нової сільської гміни Джурин (Чортківський повіт Тернопільського воєводства). При цьому саме село Полівці увійшло до сусідньої гміни Палашівка.
Після національно-визвольних змагань початку XX ст. у Полівцях залишився водяний млин; на місці розваленої корчми споруджено Народний дім.
Діяли філії товариств «Просвіта», «Січ», «Луг», «Сокіл», «Сільський господар», «Союз Українок» та ін. У Народному домі функціонували читальня Просвіти, бібліотека, театральний, самоосвітній та хоровий гуртки. Працювали споживча кредитова кооператива, молочарня, дитячий садок.
Нині працюють Будинок культури, бібліотека, ФАП, ЗДО «Сонечко», ПАП «Kalyna Farming» (генеральний директор Скотт Кован), ААГ ім. Івана Франка, ПАП «Мрія-5», торгові заклади.
12 червня 2020 року, відповідно до розпорядження Кабінету Міністрів України № 724-р «Про визначення адміністративних центрів та затвердження територій територіальних громад Тернопільської області» увійшло до складу Білобожницької сільської громади.
19 липня 2020 року, в результаті адміністративно-територіальної реформи та ліквідації Чортківського району (1940—2020), увійшло до складу новоутвореного Чортківського району.

## Відомі люди

### Народилися
- Богдан Гінка (нар. 1950) — педагог, науковець, громадський діяч;
- Богдан Михальчук (псевдо «Мак»; нар. 1926) — діяч ОУН і УПА, громадсько-політичний діяч, інженер;
- Мирослав Мотюк (нар. 1950) — лікар, правник, господарник, громадський діяч;
- Ісидор Нагаєвський (1908—1989) — учасник національно-визвольних змагань, провідний спеціаліст із виготовлення ракетної зброї у департаменті оборони США, декан Нью-Йоркського університету, автор наукових праць;
- о. Василь Погорецький (нар. 1954) — доктор теологічних і кандидат історичних наук, публіцист, літератор;
- Володимир Погорецький (нар. 1967) — письменник, редактор, громадський діяч.
- Стасишин Юрій Володимирович (1988 —2024) — український військовик учасник російсько-української війни[11].
- Нестор Чир (1938—2014) — поет, публіцист, нафтовик (переселений у 1945 році разом із сім'єю на Тернопільщину під час депортації українців з Польщі та поляків з України.)